# Froschfett (Naturprodukt)
Froschfett ist eine Wirksubstanz, die in altertümlicher Literatur zur Schmerzlinderung bei Zahn- und Ohrenschmerzen, als Heilmittel gegen Geschwüre und zur Vorbeugung gegen die Augenerkrankung „Staar“ empfohlen wurde.